# Мулай Рашид
Принц Мулай Рашид (араб. الأمير مولاي رشيد بن الحسن‎; родился 20 июня 1970 года в Рабатe) — сын короля Марокко Хасана II, младший брат нынешнего короля Мухаммеда VI. После смерти отца был наследным принцем до рождения своего племянника Хасана в 2003 году. Принц Мулай Рашид занимает второю строку в линии наследования трона династии Алауитов.

## Образование
Принц Мулай Рашид после окончания Королевского колледжа в 1989 году в Рабате получил степень бакалавра и поступил в университет Мохаммеда V, который окончил в 1993 году со степенью бакалавра юриспруденции. В том же году получил лицензию на практику публичного правa.
В ноябре принц проходил стажировку в ООН в Нью-Йорке. В 1995 году он получил степень магистра права по специальности политические науки. Его диссертация была посвящена «боснийскому вопросу». В 1996 году принц получил степень доктора права в области международных отношений. В 2001 году его доклад был заслушан на конференции ОИК в Бордо.

## Семья
Мулай Рашид второй сын и пятый ребёнок короля Хасана II.
15 июня 2014 года женился на Ум Кельтум Буфарес (1987 года рождения), дочери бывшего министра внутренних дел Мулая Эль Мамуна Буфареса и дальней родственнице короля Мухаммеда V. Торжественная церемония состоялась в королевском дворце Рабата в ноябре 2014 года. Супруга получила имя принцесса Лалла Ум Кельтум. 
20 июня 2016 года у них родился сын Мулай Ахмед.
1 июня 2022 года у пары родился второй сын Мулай Абдельслам.

## Награды
- Кавалер Большой ленты ордена Республики (Тунис, 31.05.2014)[4]